# Bau, Sarawak
Huyện Bau là một huyện thuộc bang Sarawak của Malaysia. Huyện Bau có dân số thời điểm năm 2010 ước tính khoảng 53654 người.